# Dawia
Dawia (kurp. Daźå) – wieś sołecka w Polsce położona w województwie mazowieckim, w powiecie ostrołęckim, w gminie Łyse. Leży na terenie Puszczy Zielonej.
| SIMC    | Nazwa     | Rodzaj    |
| ------- | --------- | --------- |
| 0513432 | Kawał     | część wsi |
| 0513449 | Wyróg     | część wsi |
| 0513455 | Wysiukane | część wsi |
| 0513461 | Zakadełko | część wsi |

## Nazwa
Ludwik Krzywicki w swojej rozprawie Kurpie przyznał, że nie był w stanie ustalić genezy nazwy miejscowości. Etymologia nazwy wyprowadzana jest w XIX-wiecznych źródłach od słowa dławić (w dialekcie kurpiowskim dåźéć) jako określenia na czynność wyrabiania potażu. Według internetowego słownika kurpiowskiego forma zapisu nazwy miejscowości w dialekcie kurpiowskim w mianowniku brzmi Daźå.

## Historia
Najstarszym zachowanym historycznym źródłem, w którym pojawia się Dawia (pod nazwą Fabryka Dawia), jest mapa województwa mazowieckiego autorstwa Karola de Perthéesa z 1791. Kolejnym jest dokument władz pruskich z 13 września 1795, który zawiera listę wsi i miast z likwidowanych starostw polskich.
Według Słownika Geograficznego Królestwa Polskiego w obrębie wsi znajdowały się rządowe barcie. Inne źródła z XIX wieku wskazują wieś jako miejsce wyrabiania potażu.
Od czasu założenia wsi wierni kościoła rzymskokatolickiego należeli do parafii w Myszyńcu. W maju 1838 wieś została od niej odłączona i przyłączona do parafii w Lipnikach.
W wyniku działań pierwszowojennych zniszczone zostało 74% zabudowań wsi.

### Przynależność administracyjna

#### I RP
W czasach I Rzeczypospolitej wieś znajdowała się w granicach ziemi łomżyńskiej, podlegając pod starostwo niegrodowe łomżyńskie (leśnictwo łomżyńskie).

#### 1795–1918
Po III rozbiorze (w okresie 1795–1807) wieś znajdowała się w powiecie łomżyńskim departamentu białostockiego Prus Nowowschodnich. Po utworzeniu Księstwa Warszawskiego znalazła się w granicach departamentu i powiatu łomżyńskiego. W latach 1816–1842 leżała w obrębie obwodu i powiatu łomżyńskiego województwa augustowskiego, a od 1837 w obwodzie i powiecie łomżyńskim guberni augustowskiej. W wyniku zmian administracyjnych wynikających z Ustawy o Zarządzie gubernijalnym i Powiatowym w Guberniach Królestwa Polskiego z 31 grudnia 1866 Dawia znalazła się w gminie Gawrychy powiatu kolneńskiego w guberni łomżyńskiej.
W trakcie I wojny światowej, na mocy Rozporządzenia dla Jenerał-Gubernatorstwa Warszawskiego, wprowadzonego 22 marca 1916, wieś znalazła się w granicach powiatu łomżyńskiego.

#### II RP
W latach 1919–1932 wieś leżała w województwie białostockim w powiecie kolneńskim – do 31 marca 1930 w gminie Gawrychy, a od 1 kwietnia 1930, rozporządzeniem Ministra Spraw Wewnętrznych, została włączona do gminy Łyse. W wyniku likwidacji powiatu kolneńskiego od 1 kwietnia 1932 została włączona do powiatu ostrołęckiego. W związku z ustawą z 9 kwietnia 1938, która zmieniała granice niektórych województw, od 1 kwietnia 1939 Dawia znalazła się w województwie warszawskim.
Według Powszechnego Spisu Ludności z 1921 roku miejscowość należała do parafii rzymskokatolickiej w Lipnikach. Podlegała pod sąd grodzki w Kolnie i okręgowy w Łomży, a najbliższy urząd pocztowy mieścił się w Łysych.
W wyniku agresji Niemiec we wrześniu 1939 miejscowość znalazła się pod okupacją niemiecką. Wraz z całą gminą weszła w skład Landkreis Scharfenwiese w rejencji ciechanowskiej w granicach III Rzeszy.

#### PRL
Dekret PKWN z dnia 21 sierpnia 1944 odwołał podział administracyjny wprowadzony przez okupanta, w związku z czym wieś wraz z całą gminą powróciła do powiatu ostrołęckiego w województwie warszawskim. Na mocy Rozporządzenie Rady Ministrów z dnia 6 kwietnia 1948, od dnia 1 stycznia 1948 Dawia wraz z gminą Łyse została włączona w granice administracyjne powiatu kolneńskiego w województwie białostockim. Od 4 października 1954, w związku ze zniesieniem gminy Łyse, wieś weszła w skład gromady Łyse. Na mocy uchwały WRN w Białymstoku z dnia 9 grudnia 1972 znoszącej gromadę Łyse, wieś ponownie znalazła się w granicach gminy Łyse. Od 1 czerwca 1975 Dawia znalazła się w granicach administracyjnych województwa ostrołęckiego. 

#### III RP
Od 1 stycznia 1999 wieś znalazła się w granicach administracyjnych gminy Łyse w powiecie ostrołęckim w województwie mazowieckim.

## Demografia
Dawia liczy 81 mieszkańców zameldowanych na pobyt stały i czasowy (dane za lipiec 2022).
| Rok  | Mieszkańcy | Budynki mieszkalne |
| ---- | ---------- | ------------------ |
| 1817 | 50         | 15                 |
| 1824 | 120        | 17                 |
| 1827 | 84         | 15                 |
| 1830 | 92         | 15                 |
| 1921 | 91         | 24                 |
| 1933 | b.d.       | 34                 |